# Sint-Janshospitaal (Brügge)

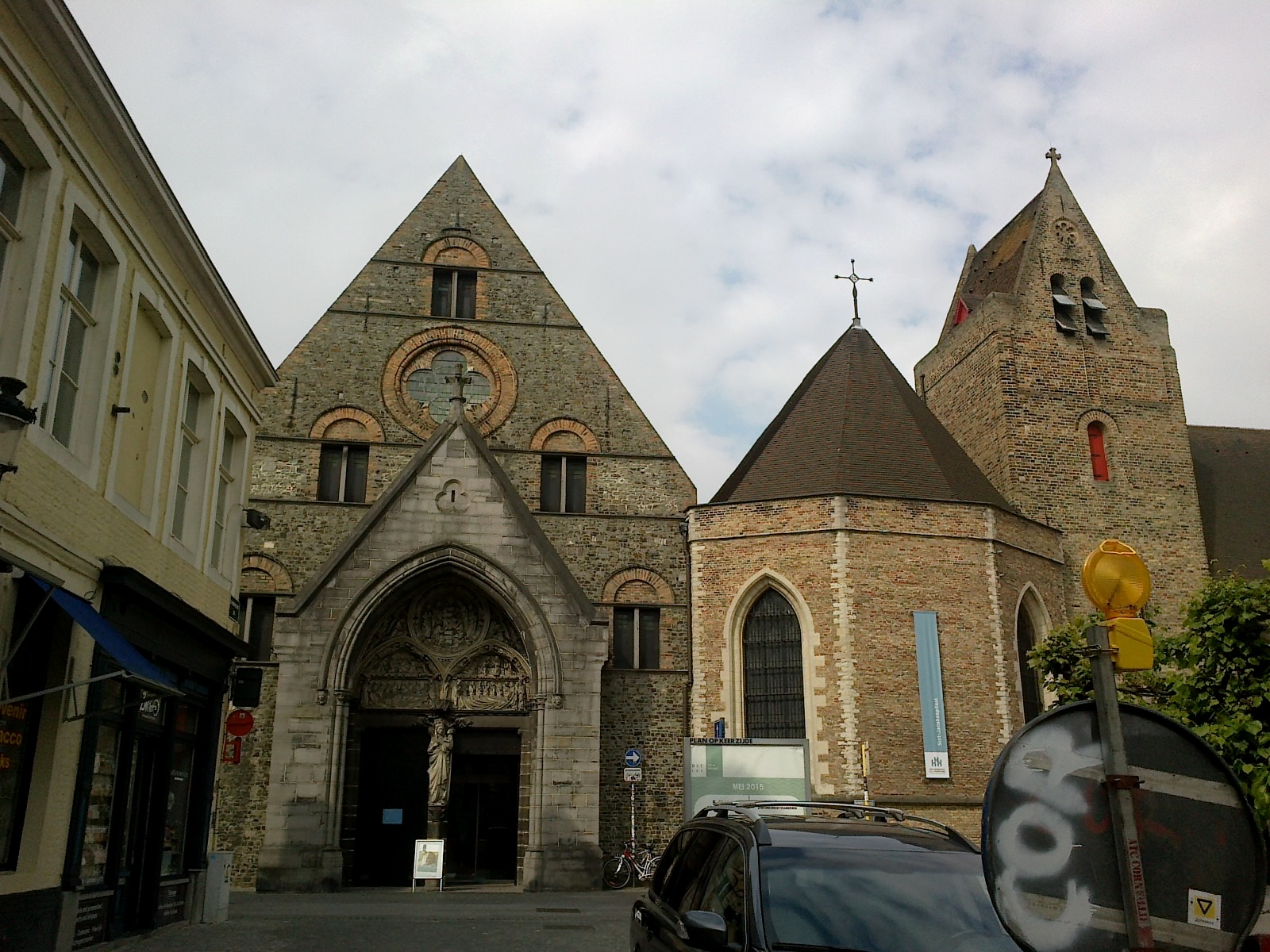
Sint-Janshospitaal: Mittlerer Krankensaal, Corneliuskapelle und romanischer Turm an der Mariastraat

Das Sint-Janshospitaal (deutsch: Johannishospital oder St. Johannes-Spital) in Brügge ist eines der ältesten und bedeutendsten Werke der Backsteingotik in Belgien. Brügge, die Hauptstadt Provinz Westflandern, ist die Hochburg der Backsteingotik in Belgien und nicht zuletzt deswegen Weltkulturerbestätte.

## Geschichte

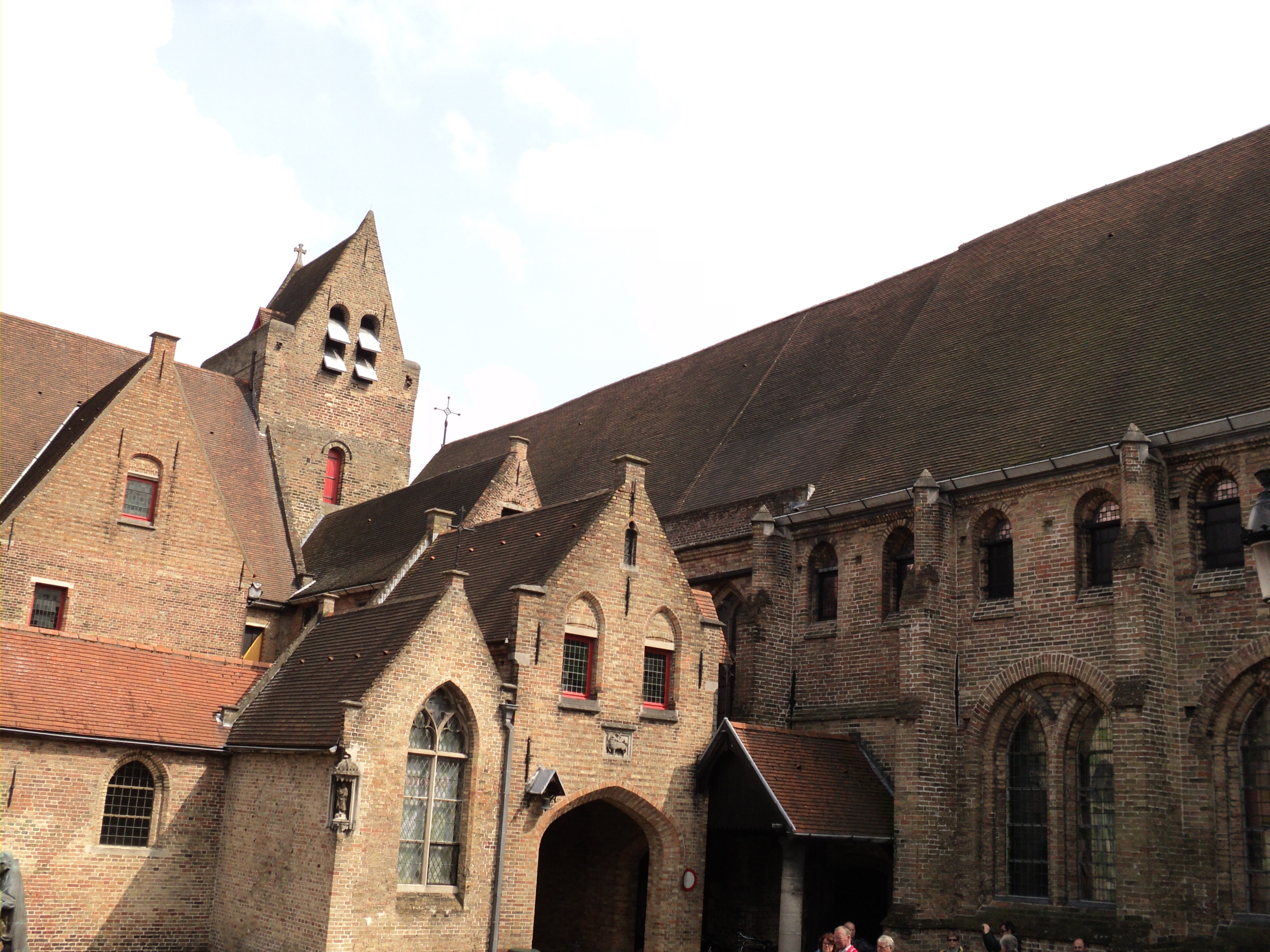
Rechts: Hofseite des nördlichen Krankensaales; halblinks: romanischer Turm

Das erste Hospitalgebäude wurde Mitte des 12. Jahrhunderts (Kalkstein aus Tournai) auf einem tiefgelegenen Wiesengelände errichtet, nahe am Stadtzentrum an der Oude Burg, aber außerhalb der damaligen Umwallung, verkehrsgünstig an der Reie (damals Seehafen) und am Handelsweg von Gent nach Norden. Die Einrichtung erfolgte in städtischem Auftrag. Anfangs war es vor allem eine Herberge (gasthuis – Gasthaus) für Pilger und Arme, aber schon im 13. Jahrhundert trat die Krankenpflege in den Vordergrund. Es gab drei verschiedene Ärzte. Die Pflege oblag zunächst einer Bruderschaft von Laienbrüdern und Laienschwestern.
Der mittlere und erste der drei heute erhaltenen Krankensäle wurde dann schon großenteils aus Backstein errichtet, seine Straßenfassade allerdings mit Naturstein verblendet. Seine Deckenkonstruktion aus Eichenholz ist dendrochronologisch auf 1226–1241 datiert.
In der zweiten Hälfte des 13. Jahrhunderts wurde nördlich an das Hospital angrenzend ein Mönchskloster errichtet, 1310 eine Brauerei. Südwestlich schloss an die drei miteinander verbundenen Krankensäle ein Kloster von Franziskanerinnen an, die seit 1391 den größten Teil der Krankenpflege leisteten.
Auf dem 1336 ausgeweiteten Friedhof wurde 1413 eine einschiffige gotische Kapelle mit Querhaus errichtet. Ebenfalls in der ersten Hälfte des 15. Jahrhunderts wurde der östliche Teil des nördlichen Krankensaals zur Corneliuskapelle ausgebaut, deren dreiseitiger Chorabschluss aus der Straßenfassade hervortritt.
Im 17. Jahrhundert wurde das Mönchskloster von seinem Orden verlassen und in seinen Räumen eine heute noch im Sint-Janshospitaal erhaltene Apotheke eingerichtet.
Die Franziskanerinnen wurden in der Krankenpflege von Augustinerinnen abgelöst.
Im 19. Jahrhundert wurden die mittelalterlichen Krankensäle den Anforderungen der Krankenversorgung nicht mehr gerecht. Teile des Nonnenklosters wurden abgerissen und auf diesen Grund und dem Gelände des mittelalterlichen Hospitalfriedhofs ein zeitgemäßer Krankenhauskomplex errichtet, der 1864 seinen Betrieb aufnahm. Die alten Gebäude wurden teils als Lagerräume, teils allerdings noch bis ins 20. Jahrhundert für medizinische Einrichtungen genutzt. Kostbarster Besitz des Hospitals ist eine Reihe weltberühmter Gemälde von Hans Memling aus dem 15. Jahrhundert.
Seit 1966 wurde außerhalb der Altstadt eine moderne Klinik errichtet und 1977 der medizinische Betrieb dorthin verlegt.
Die restaurierten Spitalgebäude aus dem Mittelalter und dem 19. Jahrhundert dienen heute dem Memlingmuseum mit seiner umfangreichen Gemäldesammlung und für Büros der Denkmalsverwaltung.

## Beschreibung

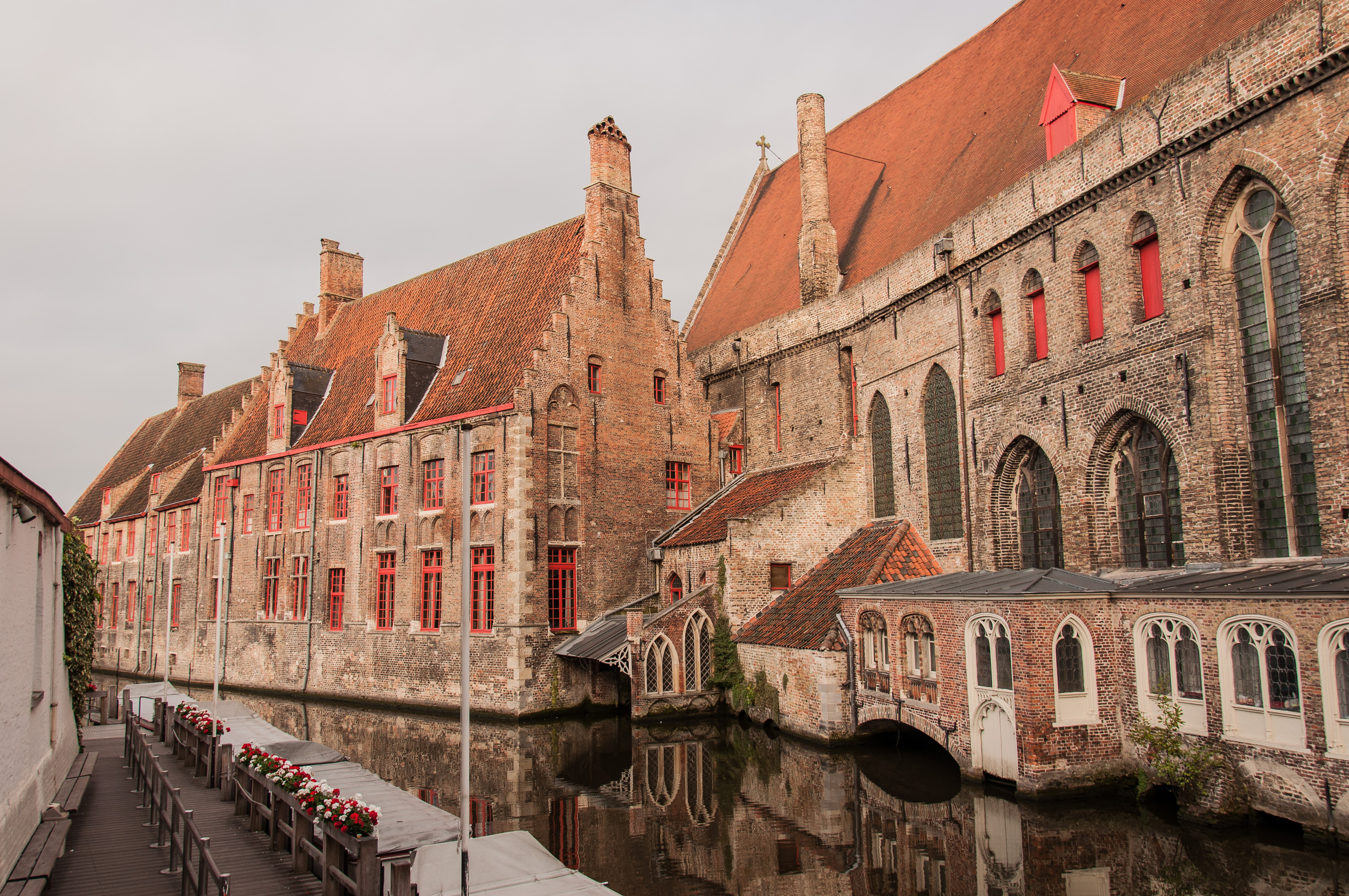
Südlicher Krankensaal (rechts) u. Gebäude des Nonnenklosters an der Reie

Die mittelalterlichen Gebäude des Hospitals erstrecken sich entlang der Mariastraat im Osten und des Flusses Reie im Süden.
Die drei aneinander gebauten Krankensäle stehen quer zur Straße, der Chor der Corneliuskapelle und die Ostgiebel zweier Krankensäle bilden große Teil der Straßenfront, die nach Norden vom romanischen Turm und dem Mönchskloster fortgesetzt wird. Entlang der Reie erstreckt sich die Längsseite des südlichen Krankensaals und daran etwas schiefwinklig anschließend zwei Gebäude des Nonnenklosters. Der Ostgiebel des mittleren Krankensaals ist noch stark romanisch geprägt und zeigt mehr Stein als Backstein. Alle übrigen Fassaden bestehen überwiegend aus Backstein, haben aber zumeist Kanten und Verzierungen aus Werkstein. Einige sind neugotisch verändert. Das eindrucksvolle Decken- und Dachwerk (flämisch zusammen als kap – Kappe bezeichnet) gehört zu den ältesten erhaltenen Holzkonstruktionen Belgiens.